# Distrito electoral de Muddy (condado de Frontier, Nebraska)
Muddy (en inglés: Muddy Precinct) es un distrito electoral ubicado en el condado de Frontier en el estado estadounidense de Nebraska. En el Censo de 2010 tenía una población de 19 habitantes y una densidad poblacional de 0,2 personas por km².

## Geografía
Muddy se encuentra ubicado en las coordenadas 40°28′55″N 100°2′18″O / 40.48194, -100.03833. Según la Oficina del Censo de los Estados Unidos, Muddy tiene una superficie total de 93.45 km², de la cual 93.45 km² corresponden a tierra firme y (0%) 0 km² es agua.

## Demografía
Según el censo de 2010, había 19 personas residiendo en Muddy. La densidad de población era de 0,2 hab./km². De los 19 habitantes, Muddy estaba compuesto por el 94.74% blancos, el 0% eran afroamericanos, el 0% eran amerindios, el 0% eran asiáticos, el 0% eran isleños del Pacífico, el 0% eran de otras razas y el 5.26% pertenecían a dos o más razas. Del total de la población el 0% eran hispanos o latinos de cualquier raza.